# Saint-Servant
Saint-Servant (tiếng Breton: Sant-Servant-an-Oud) là một xã ở tỉnh Morbihan trong vùng Bretagne tây bắc Pháp. Xã này có diện tích 22,4 km², dân số năm 1999 là 810 người. Khu vực này có độ cao từ 22-163 mét trên mực nước biển.
Cư dân của Saint-Servant danh xưng trong tiếng Pháp là Servantais.